# Sullivan (Nou Hampshire)
Sullivan és una població dels Estats Units a l'estat de Nou Hampshire. Segons el cens del 2000 tenia 746 habitants.

## Demografia
Segons el cens del 2000, Sullivan tenia 746 habitants, 282 habitatges, i 208 famílies. La densitat de població era de 15,6 habitants per km².
Dels 282 habitatges en un 30,9% hi vivien nens de menys de 18 anys, en un 59,2% hi vivien parelles casades, en un 8,2% dones solteres, i en un 25,9% no eren unitats familiars. En el 19,1% dels habitatges hi vivien persones soles el 5% de les quals corresponia a persones de 65 anys o més que vivien soles. El nombre mitjà de persones vivint en cada habitatge era de 2,65 i el nombre mitjà de persones que vivien en cada família era de 3.
Per edats la població es repartia de la següent manera: un 25,3% tenia menys de 18 anys, un 6,3% entre 18 i 24, un 30,6% entre 25 i 44, un 28,4% de 45 a 60 i un 9,4% 65 anys o més.
L'edat mediana era de 38 anys. Per cada 100 dones de 18 o més anys hi havia 100,4 homes.
La renda mediana per habitatge era de 51.058$ i la renda mediana per família de 52.386$. Els homes tenien una renda mediana de 30.900$ mentre que les dones 24.896$. La renda per capita de la població era de 21.143$. Entorn del 0,9% de les famílies i el 4,5% de la població estaven per davall del llindar de pobresa.